# Arco rampante

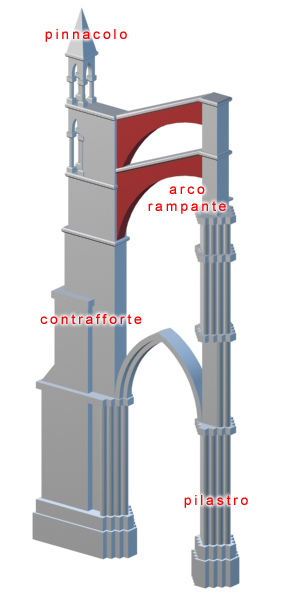
Schema di un arco rampante

L'arco rampante è un elemento architettonico asimmetrico, evoluzione del contrafforte, usato per contenere e distribuire al suolo spinte laterali e verso l'esterno delle parti superiori dell'edificio evitando quello che in gergo viene definito "spanciamento"; a tal fine, i piani di imposta su ciascun piedritto sono posti a livelli differenti, spesso con un notevole dislivello, tanto da farlo assomigliare talvolta a un semiarco.
L'arco rampante controbilancia le spinte laterali di altre strutture spingenti (archi, volte), frazionando in modo graduale le spinte orizzontali fino ad annullarle. Si favorisce così l'elevazione dell'edificio contenendo l'energia di spinta, e si permette in tal modo alla costruzione di innalzarsi in uno slancio verticale altrimenti impossibile da realizzare in un edificio in semplice muratura.
L'arco rampante apparve per la prima volta nel coro della cattedrale di Durham intorno al 1100, come prima evoluzione del contrafforte con apertura passante. Qui non aveva ancora la funzione di equilibrio delle spinte laterali delle murature, ma di pura e semplice facilitazione funzionale alla posa della copertura.
Successivamente l'arco rampante partecipò prepotentemente alla definizione estetico-formale dell'architettura gotica, contribuendo alla smaterializzazione e riverberazione spaziale dell'edificio, con valenze simboliche oltre che strutturali. La nuova immagine estetica che ne risulta, derivata dalla ricerca di puntare tutto sulla struttura portante, riducendo l'intera struttura al suo scheletro progettuale, divenne profondamente diversa dalla solida architettura romanica che l'aveva preceduta.
Nell'architettura gotica, che rinunciava ampiamente nella costruzione delle chiese a muri portanti e che progettava al suo posto una costruzione a lisca di pesce, i pilastri rafforzati sono un elemento importante ed essenziale.
Per deviare le forze laterali dalle pareti della navata centrale sui pilastri rafforzati, vennero collegate ulteriormente ad archi rafforzati con le loro capriate. 
Le parti laterali superiori delle arcate portavano ulteriormente l'acqua piovana dal tetto nello scolo dell'acqua dei pilastri rafforzati. 
Per la stabilizzazione questi furono caricati verticalmente al di sopra delle arcate con guglie, perlopiù torrette ampiamente ornate che sottolineano ulteriormente il rafforzamento delle chiese gotiche.
Nelle chiese a doppia navata laterale questa prescrizione dei pilastri rafforzati viene spesso ripetuta. 
Per questo vi sono pilastri rafforzati sottili e supplementari tra le navate laterali che livellano soltanto le forze verticali sopra i pilastri all'interno delle chiese.
Nelle chiese gotiche i pilastri rafforzati sono spesso invisibili dall'esterno, ma si trovano all'interno delle mura esterne e suddividono le navate laterali in cappelle. 
Esempi sono St. Martin ad Amberg o la Frauenkirche di Monaco.
Questo elemento di controspinta non deve essere confuso con la lesena, un elemento puramente decorativo e privo di funzione portante.

## Galleria d'immagini

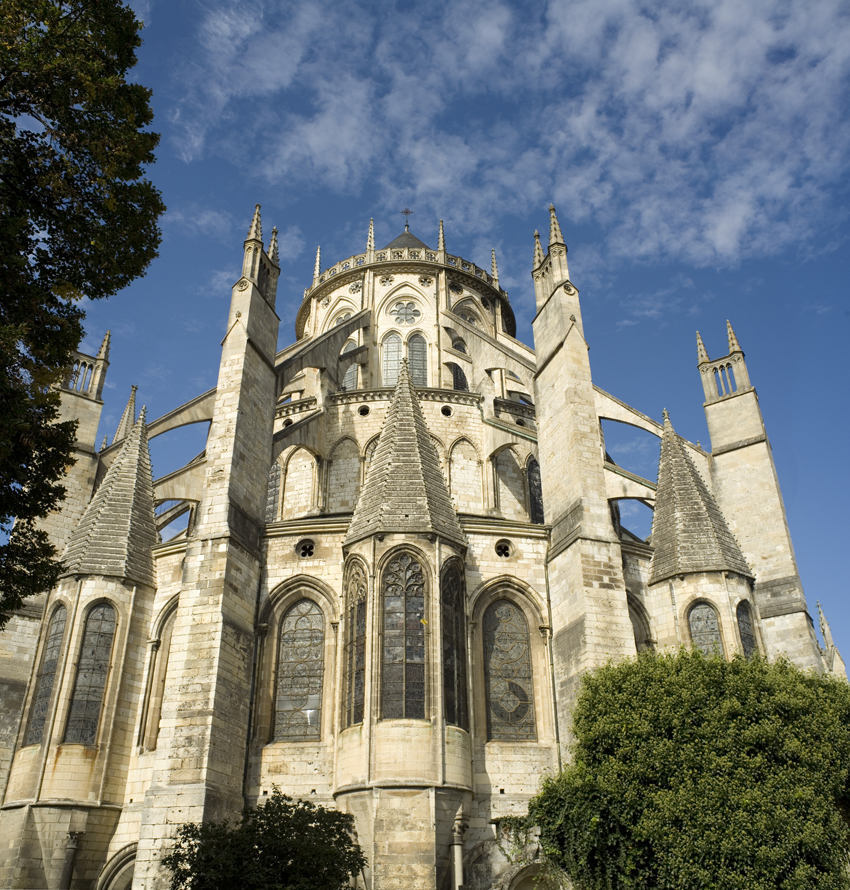
Coro della Cattedrale di Bourges
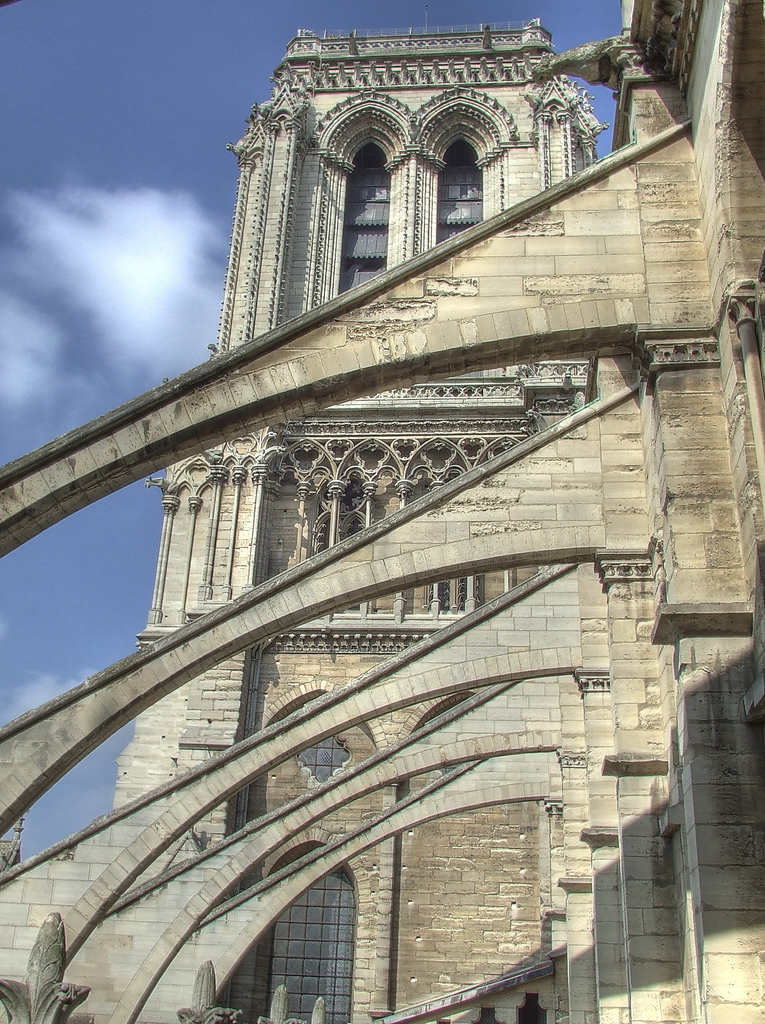
Archi rampanti a Notre-Dame, Parigi
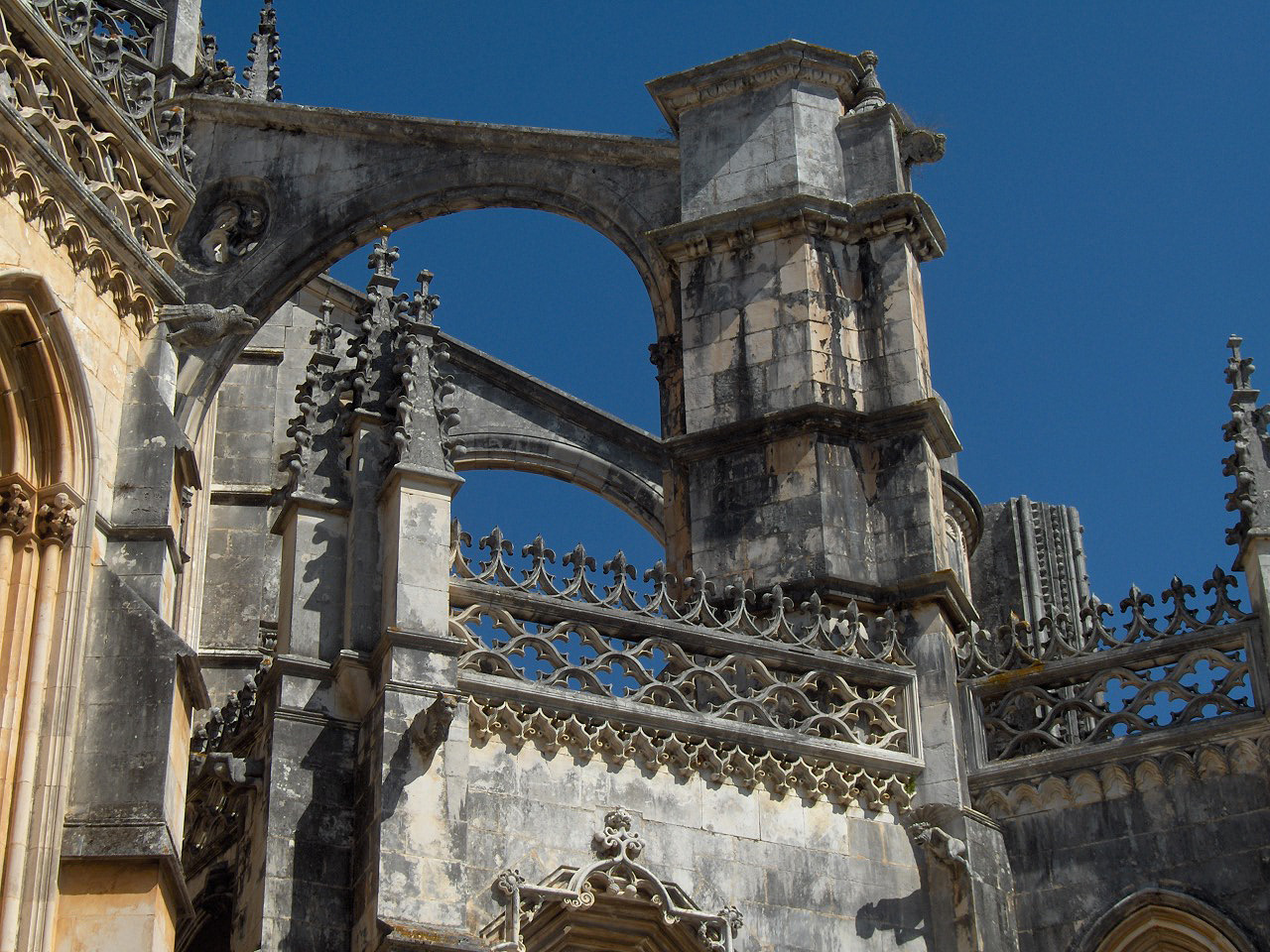
Monastero di Batalha
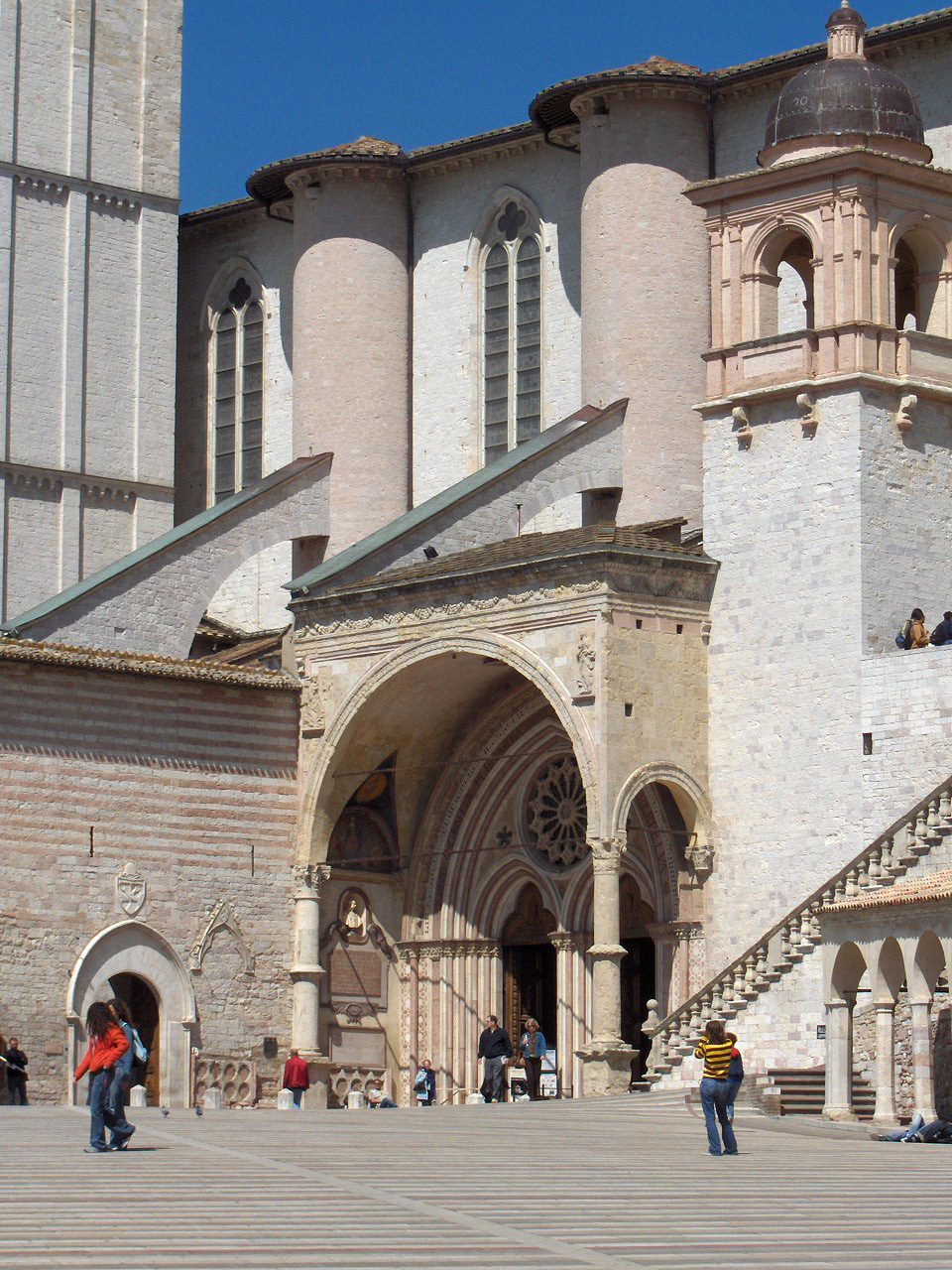
Basilica di San Francesco d'Assisi
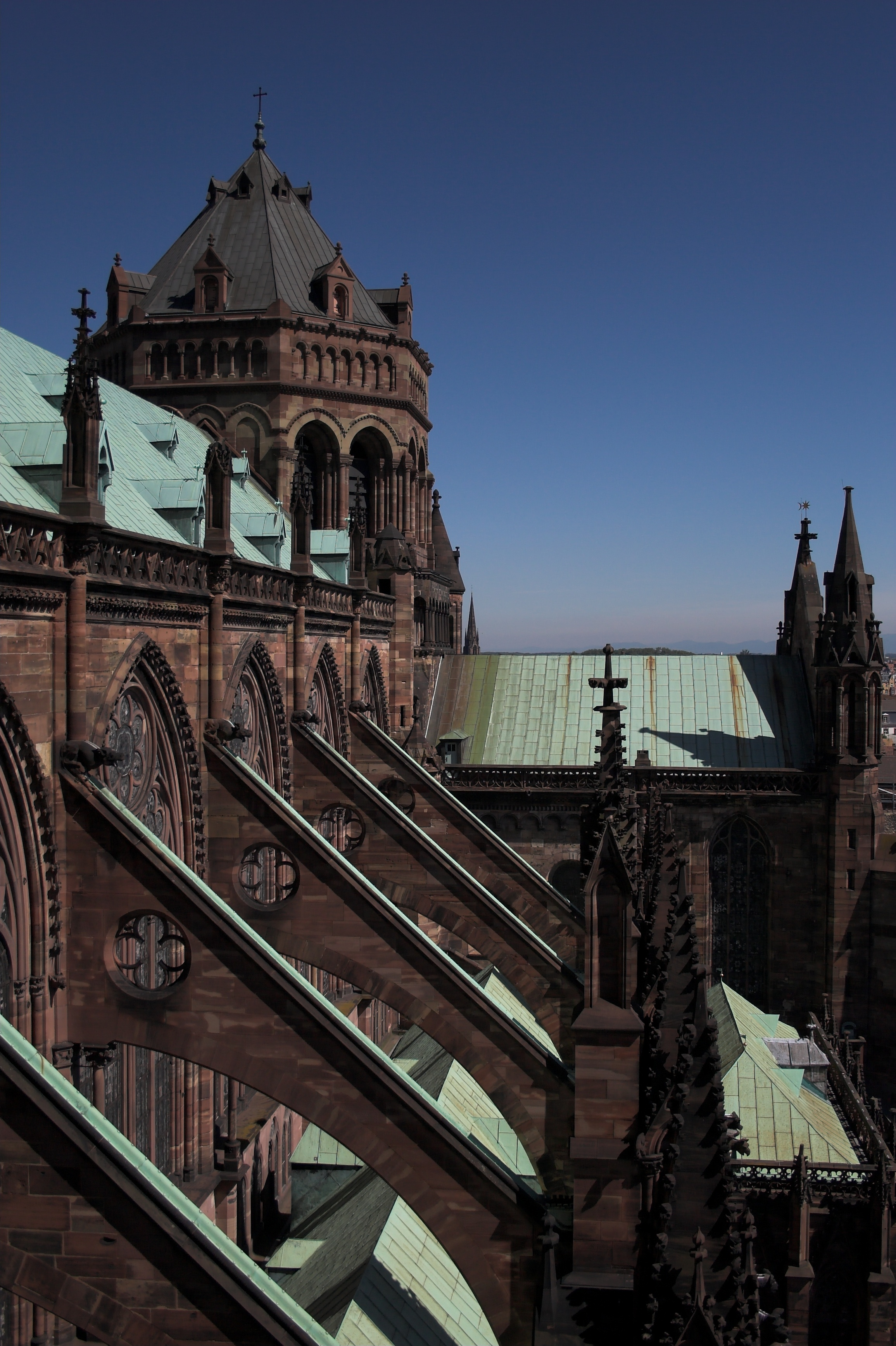
Archi rampanti di Notre Dame de Strasbourg
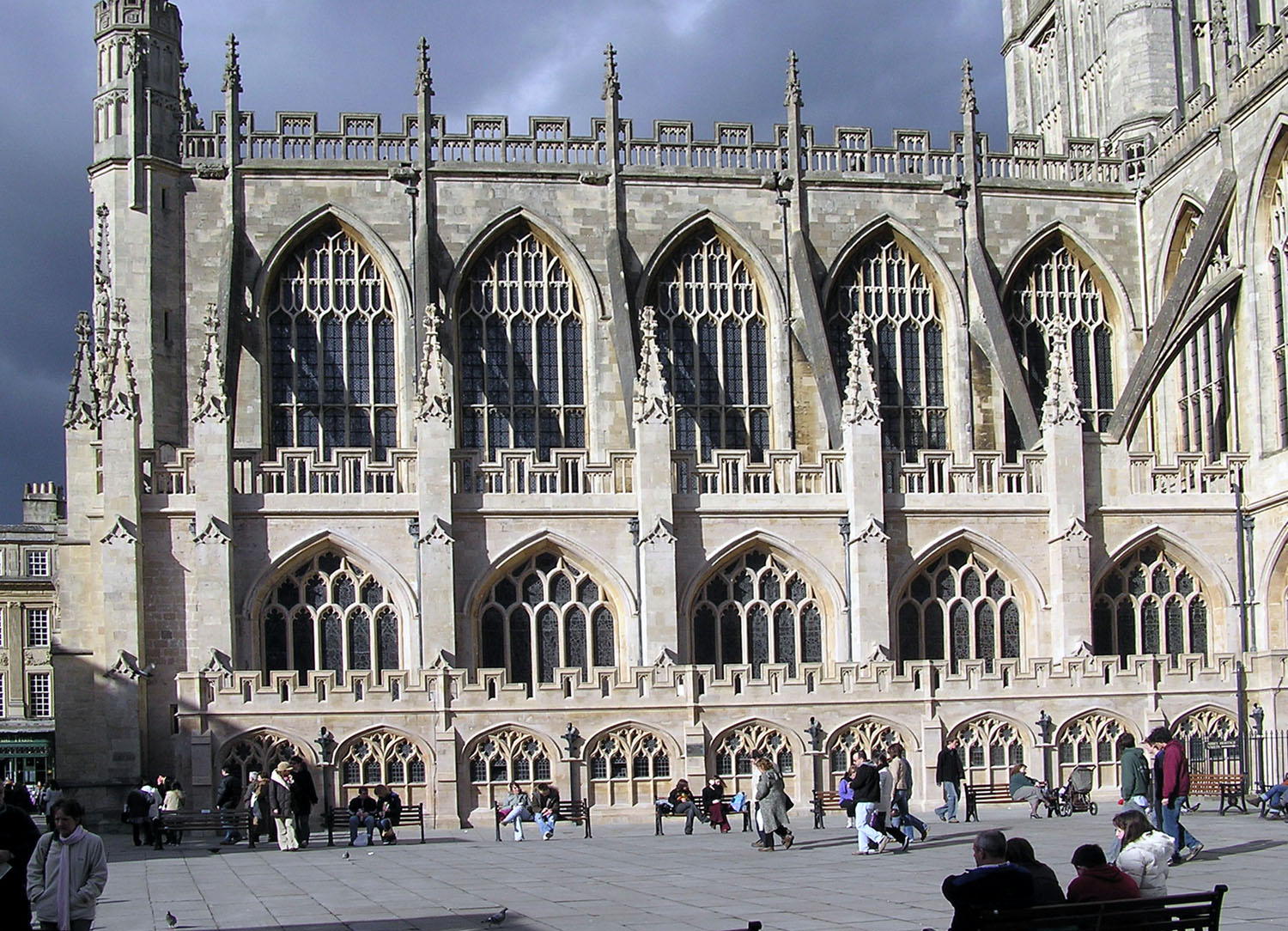
Archi rampanti dell'Abbazia di Bath
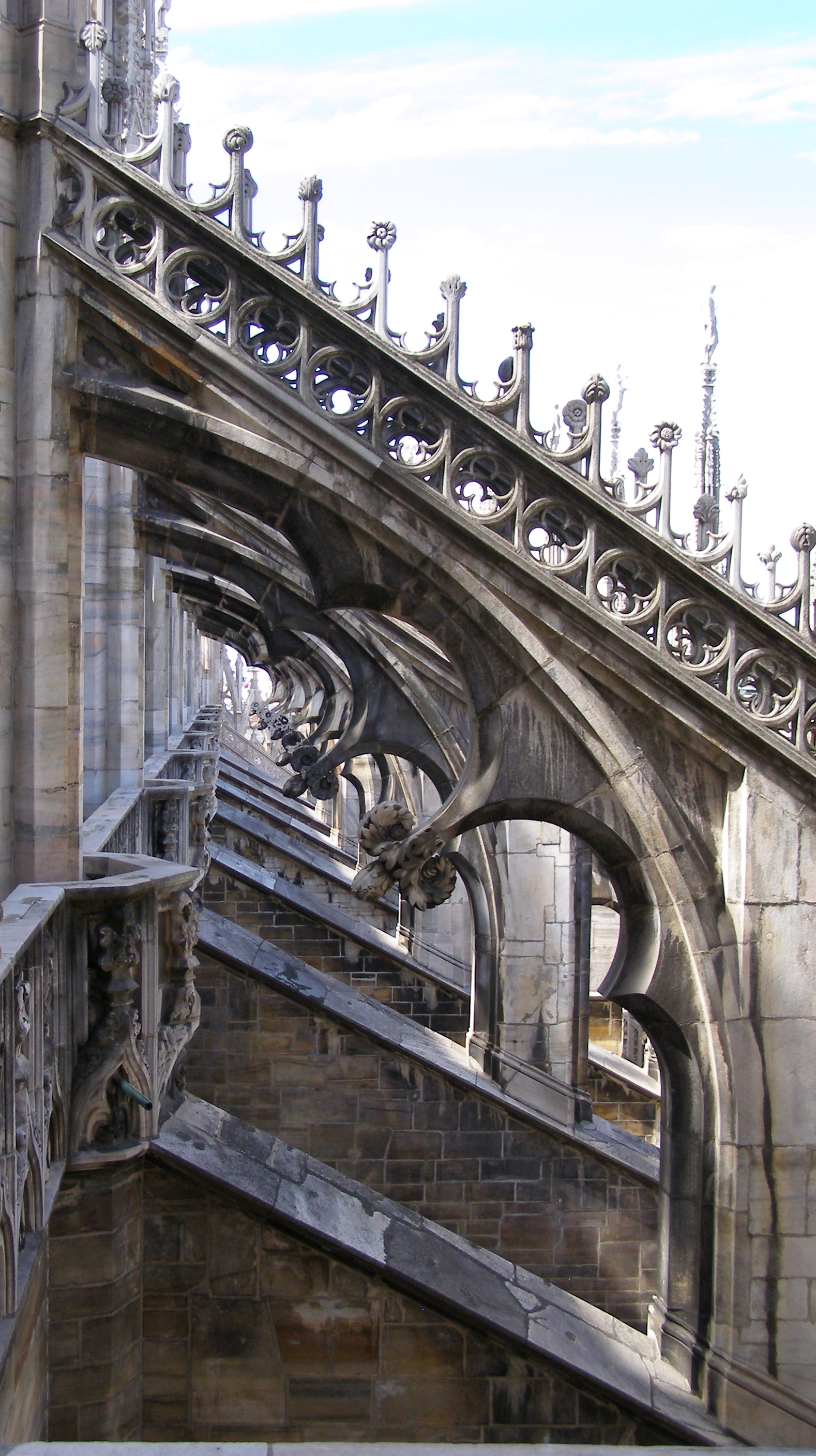
Archi rampanti del Duomo di Milano
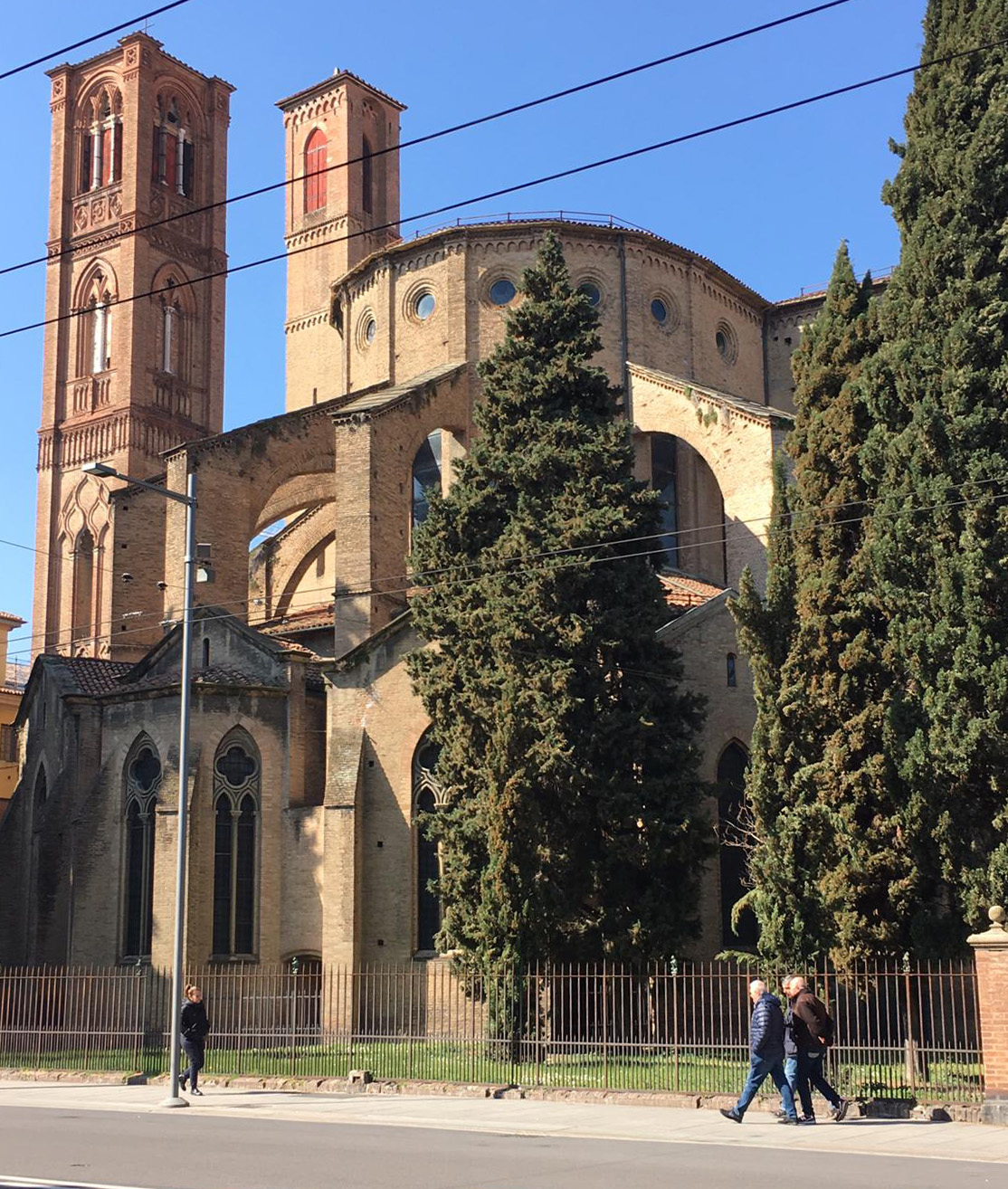
Archi rampanti della Basilica di San Francesco (Bologna)
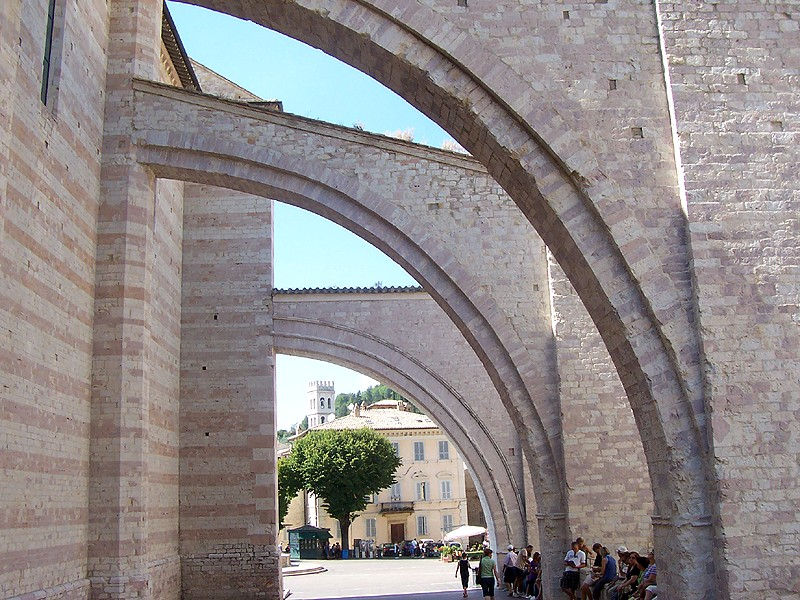
Archi rampanti della Basilica di Santa Chiara, Assisi
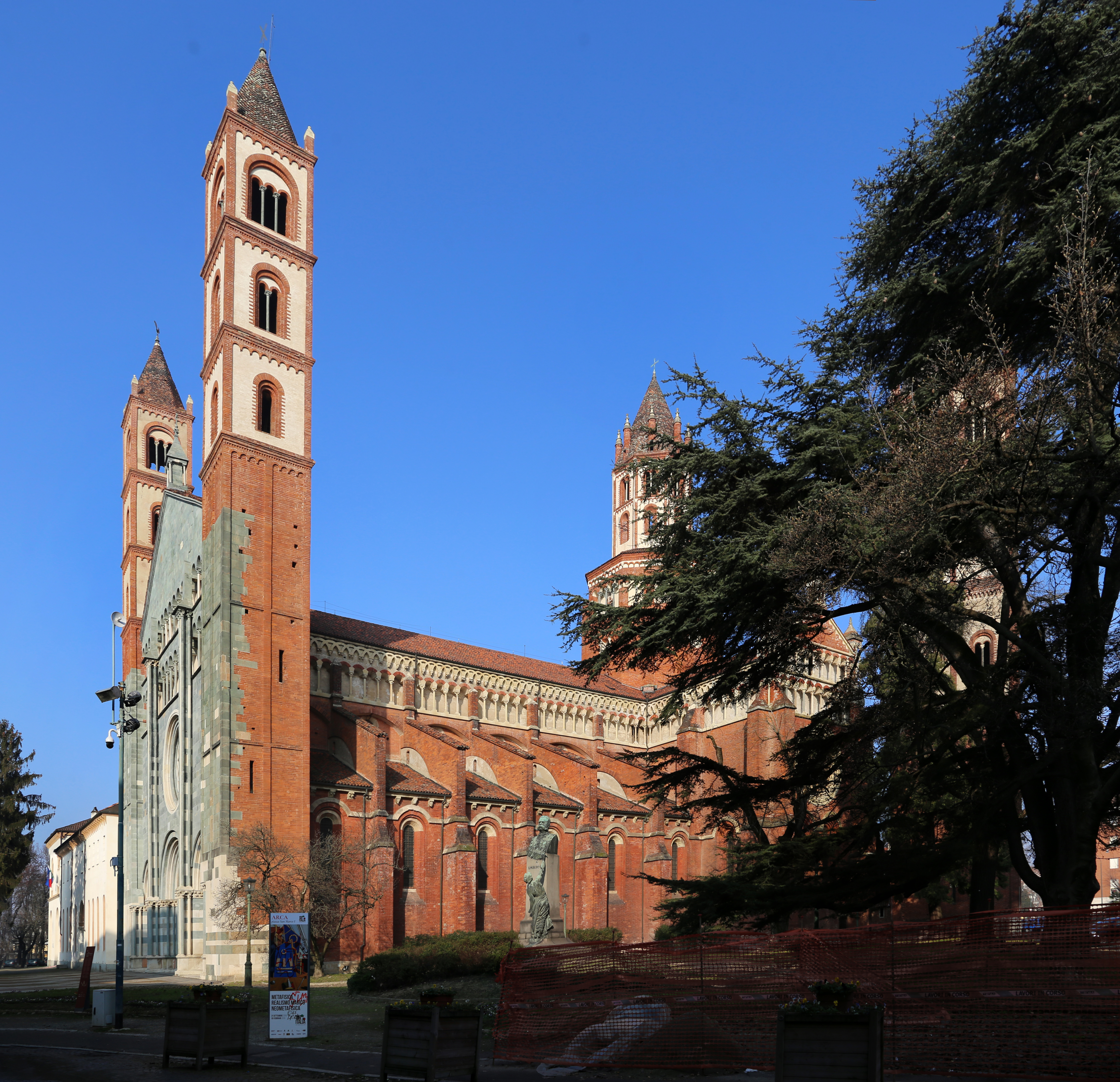
Basilica di Sant'Andrea, a Vercelli, sui cui lati si trovano archi rampanti murati
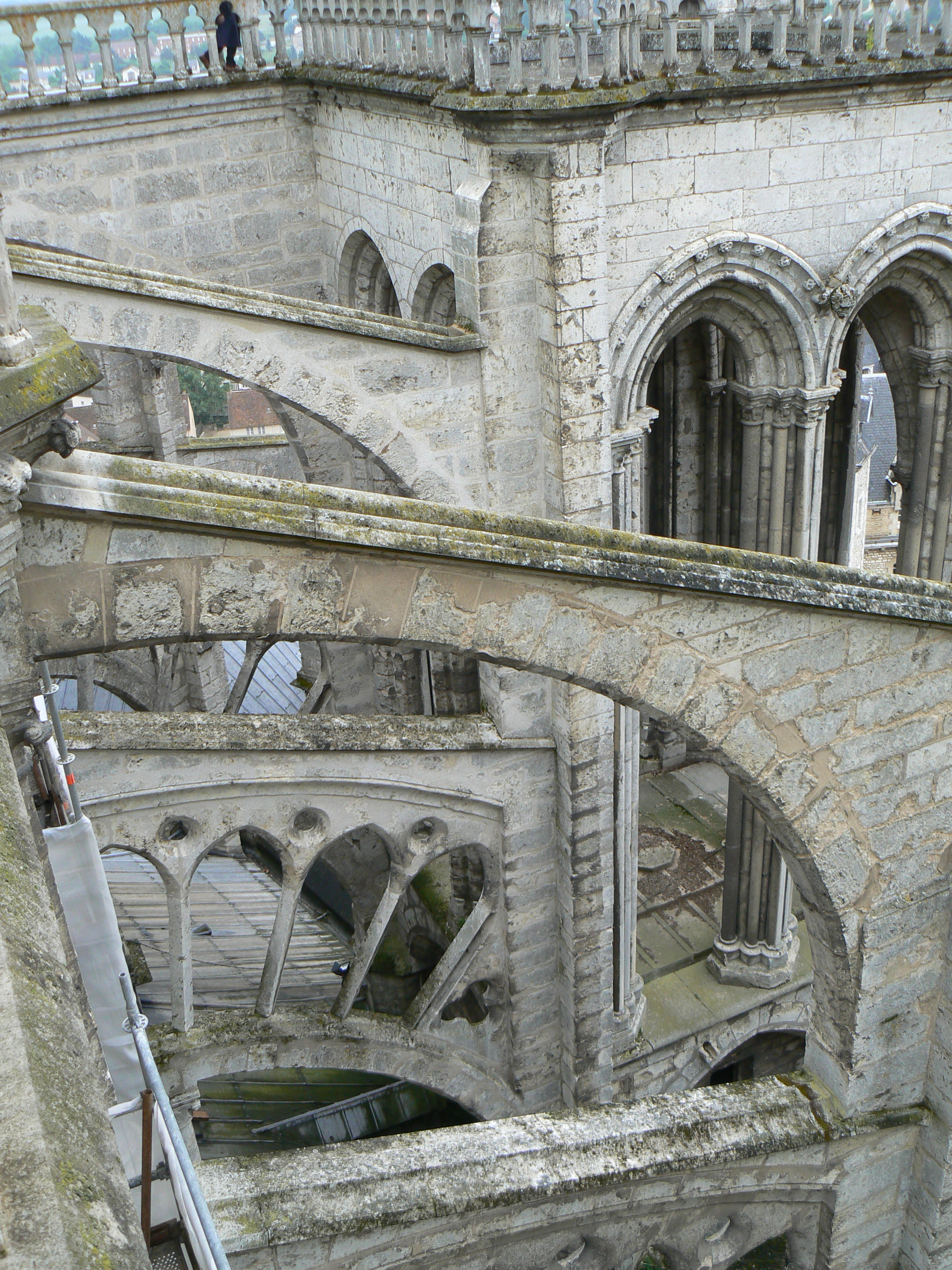
Archi rampanti a Notre-Dame, Chartres